# Institut de recherche et de documentation en économie de la santé
 (août 2014).
L’Institut de recherche et documentation en économie de la santé (plus connu sous l'acronyme IRDES) est un organisme français chargé de produire des données statistiques et des analyses sur le système de santé en France. De sa création en 1985 jusqu'en juin 2004, l'organisme était appelé Centre de recherche, d'études et de documentation en économie de la santé (ou CREDES).
L'IRDES mobilise des études et recherches interdisciplinaires (économie de la santé, médecine, statistique, épidémiologie).

## Histoire
L’IRDES est depuis juin 2004 le nouveau nom du CREDES, association loi de 1901 créée en 1985 pour assurer les missions remplies jusque-là par un des départements du Centre de recherche pour l'étude et l'observation des conditions de vie (CREDOC). À son origine, en 1955, il y a eu une petite équipe de quatre médecins hospitaliers dirigée par le Dr Rösch dans le cadre du CREDOC et subventionnée à l’époque par le Commissariat au plan afin de travailler sur les problèmes d'économie de la santé. Elle s'est peu à peu renforcée avec le concours de statisticiens et d'économistes, ce qui a permis de former la Division d’économie médicale (la DEM), bureau d’étude ayant pour mission de fonder un système statistique permettant de saisir l’étendue et la complexité du système de santé en France.
La DEM a peu à peu étendu ses missions : après avoir contribué à établir les « comptes de la santé » en France pour la préparation du budget et du plan, elle a mis en place les premières enquêtes françaises sur les consommations médicales. Ce faisant, elle s’est heurtée à certains gestionnaires de la santé extérieurs au monde médical. Ainsi, dans les années 1960, le développement des « missions RCB » destinées à rationaliser les choix budgétaires sur le modèle du « Planning Programming Budgeting System » du Pentagone a débouché sur un projet de définition d’un « prix de la vie humaine », ce qui est devenu contradictoire avec l’éthique médicale des médecins de la DEM.
En 2015, l'IRDES prend la forme d'un groupement d'intérêt public (GIP) associant l'Etat et des caisses de sécurité sociale intéressées par la santé. 

## Missions
Selon sa convention constitutive, "le GIP apporte un soutien à ses membres fondateurs dans l'élaboration et l'accès aux connaissances scientifiques permettant d'éclairer leurs décisions et leurs actions. Il contribue à leur diffusion auprès de l'ensemble des acteurs du système de santé et médico-social. A cette fin, il réalise des recherches et études, procède à des comparaisons internationales, développe des outils de connaissance des systèmes et services de santé et médico-sociaux, pour analyser leur fonctionnement et leur performance, et participer à l'évaluation des politiques publiques."
Producteur de données et d'analyses en économie de la santé, l'IRDES a pour objectif de contribuer à nourrir la réflexion sur l'avenir du système de santé. Multidisciplinaire, l'équipe de l'IRDES observe et analyse l'évolution des comportements des consommateurs et des producteurs de soins à la fois sous l'angle médical, économique, géographique, sociologique...